# گلیز ۷۴۷ای‌بی
گلیز ۷۴۷ای‌بی یک ستاره است که در صورت فلکی شلیاق قرار دارد.